# Álvaro Elías Loredo
Álvaro Elías Loredo (San Luis Potosí, 19 de febrero de 1947) es un político mexicano, miembro del Partido Acción Nacional. Ha sido diputado federal y presidente de la Cámara de Diputados. Es abogado egresado de la Universidad Autónoma de San Luis Potosí.
Ha sido diputado federal en tres ocasiones: por representación proporcional a la LI Legislatura de 1979 a 1981, y en representación del II Distrito Electoral Federal de San Luis Potosí a la LVII Legislatura de 1997 a 2000 y a la LIX Legislatura de 2003 a 2006. Durante el último periodo de sesiones de esta última legislatura fue Presidente de la Cámara de Diputados.
Además ha sido Presidente del PAN en San Luis Potosí de 1975 a 1981 y Diputado al Congreso de San Luis Potosí de 1984 a 1987.